# Ã̂
Ã̂ (minuscule : ã̂), appelé A tilde accent circonflexe, est une lettre latine utilisée dans l’orthographe standardisée des langues du Congo-Kinshasa dont le ngbaka minangende, et utilisée dans l’écriture du lyélé au Burkina Faso.
Elle est formée de la lettre A avec un tilde suscrit et un accent circonflexe.

## Utilisation
En ngbaka minangende, le ‹ ã̂ › est utilisé dans les ouvrages linguistiques pour représenter la voyelle /a/ nasalisée avec un ton tombant ; la nasalisation est indiquée à l’aide du tilde, et le ton est indiqué à l’aide de l’accent circonflexe. Dans l’orthographe, le ton est habituellement indiqué uniquement lorsqu’il y a ambigüité.

## Représentations informatiques
Le A tilde accent circonflexe peut être représenté avec les caractères Unicode suivants : 
- décomposé et normalisé NFC (supplément Latin-1, diacritiques) :

| formes    | représentations | chaînes de caractères | points de code | descriptions                                                   |
| --------- | --------------- | --------------------- | -------------- | -------------------------------------------------------------- |
| capitale  | Ã̂               | Ã◌̂                    | U+00C3 U+0302  | lettre majuscule latine a tilde diacritique accent circonflexe |
| minuscule | ã̂               | ã◌̂                    | U+00E3 U+0302  | lettre minuscule latine a tilde diacritique accent circonflexe |

- décomposé et normalisé NFD (latin de base, diacritiques)[1],[2] :

| formes    | représentations | chaînes de caractères | points de code       | descriptions                                                               |
| --------- | --------------- | --------------------- | -------------------- | -------------------------------------------------------------------------- |
| capitale  | Ã̂               | A◌̃◌̂                   | U+0041 U+0303 U+0302 | lettre majuscule latine a diacritique tilde diacritique accent circonflexe |
| minuscule | ã̂               | a◌̃◌̂                   | U+0061 U+0303 U+0302 | lettre minuscule latine a diacritique tilde diacritique accent circonflexe |